# NS-busdienst (Amsterdam-Den Haag)

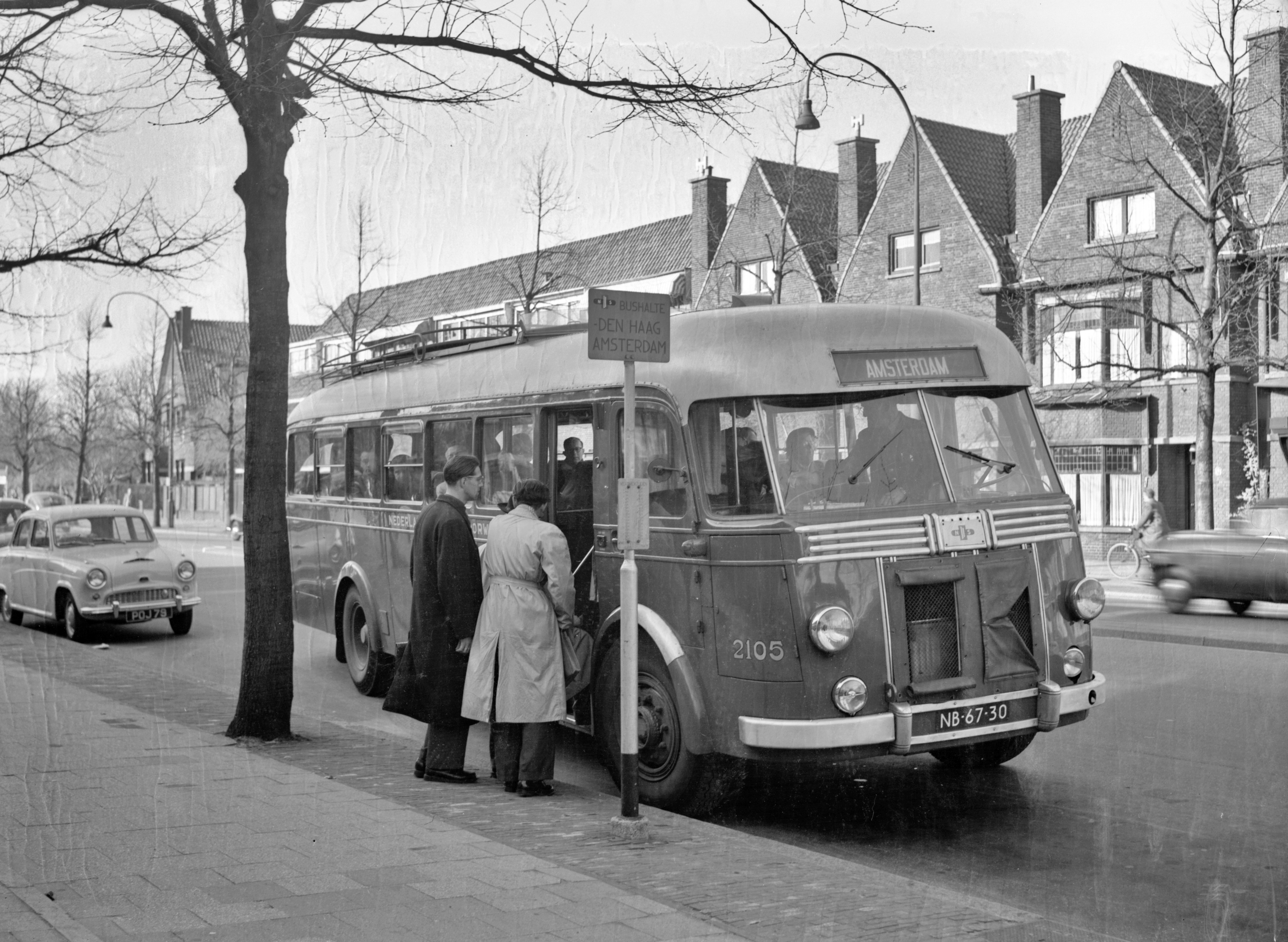
Crossley-Verheul autobus NZH 2105 in Pruisisch blauwe NS-kleur op de Van Alkemadelaan te Den Haag, 1955

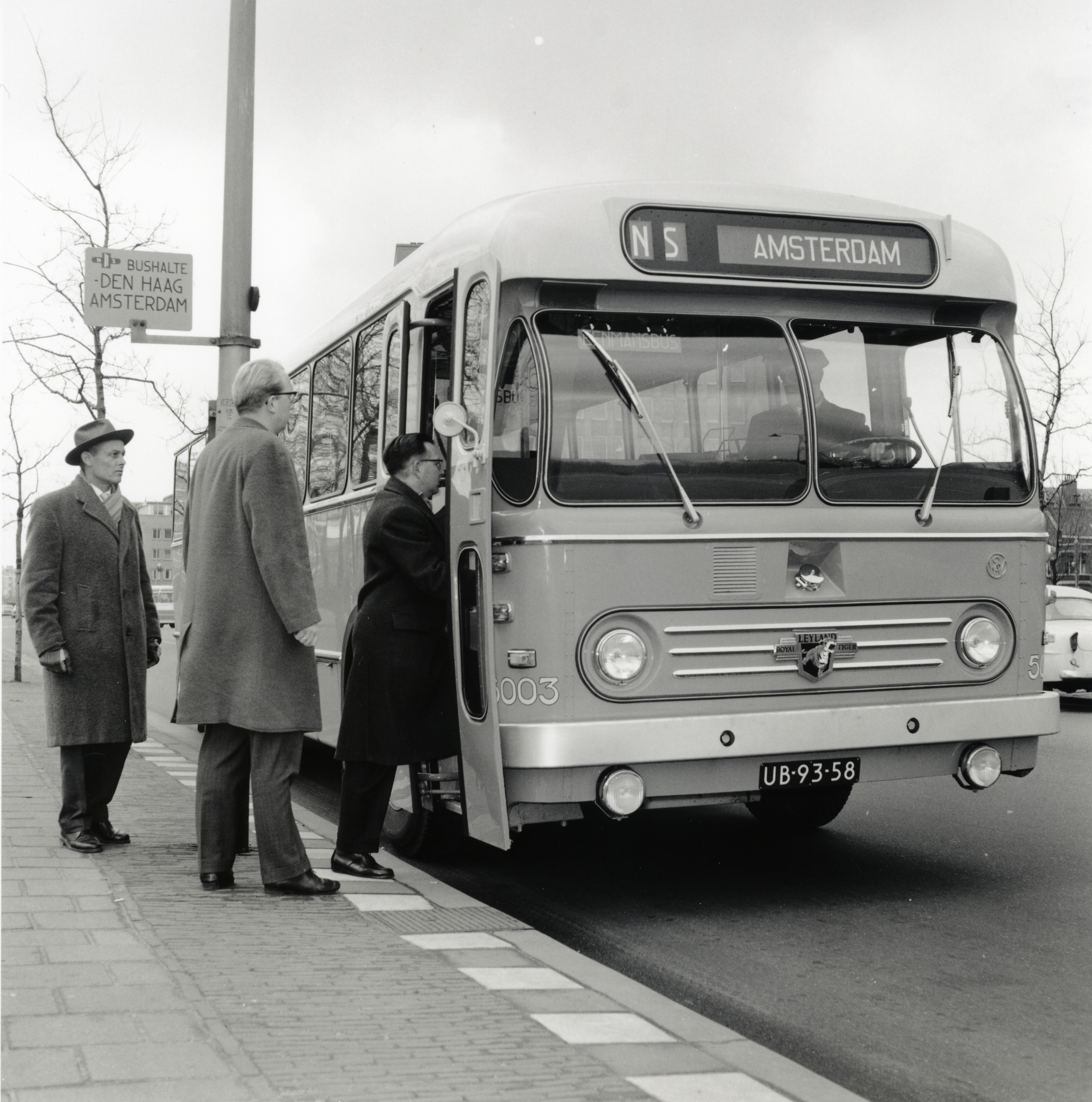
Leyland-Werkspoor autobus NZH 5003 ("bolramer") van de NS-dienst aan het beginpunt De Savornin Lohmanlaan te Den Haag, 1962

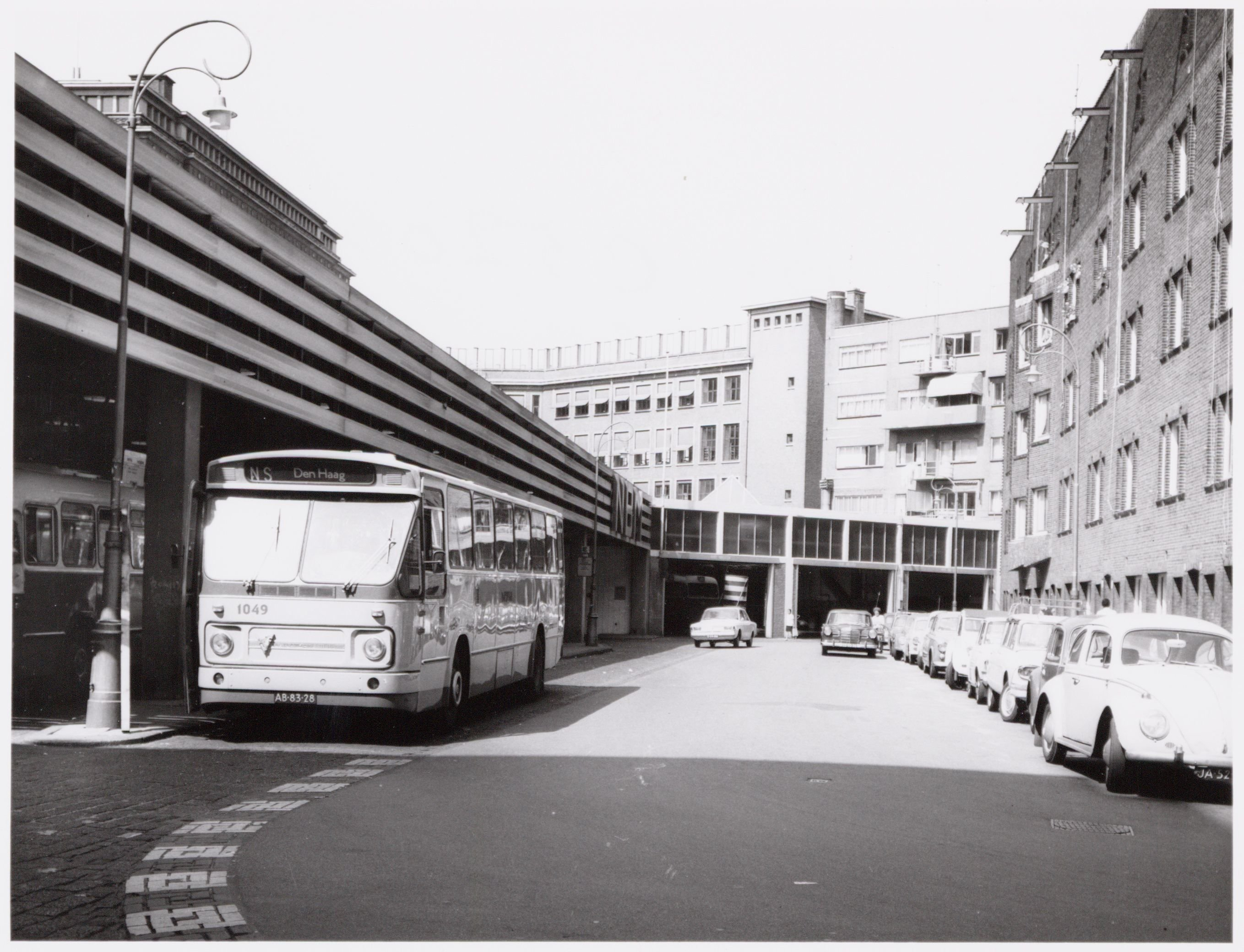
Leyland-Verheul LVB668 Standaardstreekbus NZH 1049 in 1968, busstation Van Musschenbroekstraat

De NS-busdienst was een door de Nederlandse Spoorwegen geëxploiteerde buslijn tussen Amsterdam en Den Haag, die reed van 1953 tot en met 1983. De lijn werd gereden door bussen en personeel van de Noord-Zuid-Hollandse Vervoer Maatschappij (NZH). Toen die in 1968 mede-exploitant werd kreeg de lijn het nummer 89.

## Geschiedenis
Achtergrond
Het doel was de zuidelijke wijken van Amsterdam op een snellere wijze dan via de spoorlijn Amsterdam - Rotterdam (de Oude Lijn) te verbinden met de zuidwestelijke wijken van Den Haag. Dit was ook bedoeld om de Oude Lijn te ontlasten. In feite moest de lijn worden gezien als voorloper van de Schipholspoorlijn, al werden Schiphol en Leiden niet aangedaan. 
De concessie die voor deze lijn aan de NS was verleend, leidde tot hevig protest van de particuliere autobusondernemers in Nederland. Uit concurrentieoverwegingen waren hun aanvragen voor dergelijke snelbuslijnen steeds afgewezen, met het argument dat het ging om verbindingen tussen plaatsen die al een goede sneltreinverbinding met elkaar hadden. Zij beschouwden het als oneerlijke concurrentie dat aan het spoorwegbedrijf wel werd toegestaan wat voor hen niet was weggelegd. De ingediende bezwaarschriften werden door de Commissie Vergunningen Personenvervoer afgewezen, zodat de dienst Amsterdam - Den Haag op 19 oktober 1953 van start kon gaan. De particuliere busondernemers riepen deze dag uit tot "Rouw-dag" in een pamflet dat eindigde met de woorden:
"De particuliere ondernemer is geslagen - Hij is echter niet verslagen! De strijd Overheid — Particulier gaat door!"
Route
De lijn liep van het Surinameplein in Amsterdam rechtstreeks via de toenmalige Rijksweg 4 (nu de A44) door de Haarlemmermeerpolder en Wassenaar naar Den Haag, waar de route liep door het Benoordenhout (Van Alkemadelaan en Waalsdorperweg) en vervolgens Madurodam en Houtrust passeerde om via de Sportlaan te eindigen op de De Savornin Lohmanlaan in de wijk Bohemen. Er waren tot 1968 geen halten buiten de gemeenten Amsterdam en Den Haag.
Eind jaren vijftig werd het Amsterdamse beginpunt verplaatst naar het NBM-busstation aan de Wibautstraat, dat in 1963 vervangen werd door het busstation Van Musschenbroekstraat. De route liep door Amsterdam-Zuid (via Europaplein en Haarlemmermeerstation) naar het Surinameplein en verder. 
Exploitatie
De lijn werd in opdracht van de NS gereden met bussen en personeel van NS-dochteronderneming NZH, die daarvoor 18 Crossley-bussen had laten aanpassen en in een speciale Pruisisch blauwe kleur had laten schilderen. In 1957 werden zij vervangen door 16 nieuwe Leyland-Werkspoor bolramer-streekbussen in dezelfde blauwe kleur. Omdat die voor deze taak te zwak gemotoriseerd bleken, werden zij al in 1959-60 vervangen door zwaarder Leyland-Werkspoor A-road-materieel in de gewone grijze NZH-huisstijl. Sindsdien reden bij voorkeur de nieuwste NZH-bussen op de lijn. Buiten het zomerseizoen zette de NZH ook touringcars in op deze lijndienst. 
Op de bussen waren uitsluitend NS-plaatsbewijzen en -abonnementen geldig. Aan de Breitnerlaan in het Haagse Benoordenhout bevond zich tot omstreeks 1964 een kantoortje van waaruit de dienst op de NS-buslijn werd gecoördineerd. De dienstregeling (er gold een 30- à 60-minutendienst) werd vermeld in het spoorboekje en vanaf de vroege jaren zestig ook in de NZH-reisgids.
Vanaf 1968 was de NZH officieel mede-exploitant en werd op de bussen het lijnnummer 89 gevoerd in plaats van de letteraanduiding NS. In 1968 volgden extra halten in Marlot en Wassenaar, in 1972 in Oegstgeest en in 1975 bij De Kaag. Tussen Oegstgeest / Wassenaar en Den Haag gold het NZH-tarief, maar op alle relaties met Amsterdam bleef het NS-tarief van toepassing, waarbij ook de 8-daagse kriskraskaart en de tienertoerkaart geldig waren. Binnen de gemeente Den Haag was vanaf 1968 ook lokaal vervoer tegen HTM-tarief toegestaan. Dit ging gepaard met een routewijziging via het toen nieuwe Provinciehuis Zuid-Holland op de plek van de voormalige Haagse Dierentuin. Pas in 1974 werd lijn 89 op HTM-lijnennetkaarten vermeld. In Amsterdam was er pas vanaf 16 oktober 1977, na de invoering van het zonetarief, lokaal vervoer toegestaan en werd de route verlegd via het Hoofddorpplein.
Tweede lijn
Op 1 februari 1968 werd een tweede NS-busdienst via Rijksweg 4 ingesteld van Amsterdam-Zuid (Europaplein) via Schiphol naar Leiden (station), als resultaat van samenwerking tussen de NS en de particuliere autobusonderneming Maarse & Kroon te Aalsmeer. Deze snelbuslijn 75 reed ieder uur en had een beperkt aantal halten in Amsterdam, Amstelveen, Schiphol, Leiderdorp en Leiden. De bedoeling om Leiden een snelle verbinding te geven met Schiphol en Amsterdam-Zuid leverde niet het verwachte resultaat op, want al op 1 juni 1969 werd lijn 75 opgeheven bij gebrek aan passagiers. 
Opheffing
In 1981, bij de opening van de Schipholspoorlijn van Amsterdam naar Leiden en Den Haag, zou lijn 89 worden opgeheven, maar door protesten van reizigers bleef de lijn nog in dienst in de spitsuren. Op 23 mei 1982 werd in verband met de sluiting van het busstation Van Musschenbroekstraat het eindpunt verplaatst naar het Weesperplein. Op 9 september 1983 volgde de definitieve opheffing. Een vervangende NZH-lijn 88 nam voortaan het deeltraject tussen Den Haag-Zuidwest en Oegstgeest voor zijn rekening. De NS was hierbij niet meer betrokken.
In 1999 keerde het lijnnummer 89 nog even terug, deels op een stukje van de vroegere NS-busroute. Tussen augustus 1999 en juli 2000 reed Connexxion-spitsuurlijn 89 tussen de stations Laan van Nieuw Oost Indië en Leiden via de N44 / A44.

## Treinvervangend vervoer
Bij stremmingen op het spoor wordt treinvervangend vervoer door ingehuurde touringcars of lijnbussen ook aangeduid als 'NS-busdienst'.